# Calanthe flava
Calanthe flava là một loài thực vật có hoa trong họ Lan. Loài này được (Blume) C.Morren mô tả khoa học đầu tiên năm 1834.